# Agenzia dell'Unione europea per la cooperazione giudiziaria penale
L'agenzia dell'Unione europea per la cooperazione giudiziaria penale (anche Eurojust) è un'agenzia dell'Unione europea, composta da un procuratore o un ufficiale di polizia per ogni Stato membro che formano il "Collegio" dell'organizzazione, il quale elegge un presidente fra i suoi membri.
Il Presidente del Collegio di Eurojust è Michèle Coninsx membro nazionale del Belgio.
La sede di Eurojust è all'Aia, nei Paesi Bassi.

## Storia
L'idea di Eurojust nasce a Tampere, una città della Finlandia, dove il 15 e il 16 ottobre 1999 si riunì il Consiglio Europeo, composto dai capi di Stato e di governo dei 15 Stati allora membri dell'Unione, per tenere una riunione straordinaria esclusivamente dedicata alle problematiche degli affari interni e della giustizia.
In quella sede venne deciso di creare l'unità di cooperazione giudiziaria permanente, denominata Eurojust, con l'obiettivo di rafforzare la lotta contro le forme gravi di criminalità, in particolare di criminalità organizzata, che trascendendo la dimensione nazionale investono più di uno Stato membro.
Il Consiglio dell'Unione europea, con Decisione del 28 febbraio 2002 ha dato seguito a quella risoluzione, istituendo l'Unità di cooperazione giudiziaria "Eurojust", quale organo dell'Unione, dotato di personalità giuridica e finanziato a carico del bilancio dell'Unione europea, composta all'inizio da 15 membri nazionali, e ora, dopo l'allargamento, da 27, ciascuno distaccato dal proprio Stato, in conformità del proprio ordinamento giuridico, aventi titolo di magistrato del pubblico ministero, giudice o funzionario di polizia con pari prerogative.
L'Italia ha dato piena attuazione alla Decisione del Consiglio dell'Unione europea del 28 febbraio 2002 con la Legge 14 marzo 2005 n.41.

## Competenze e funzioni
Nell'ambito di indagini e azioni penali concernenti almeno due Stati membri e relative ai comportamenti criminali, in ordine a forme gravi di criminalità, soprattutto se organizzata, gli obiettivi assegnati all'Eurojust sono i seguenti (artt. 6 e 7 della Decisione istitutiva):
1. stimolare e migliorare il coordinamento, tra le autorità nazionali competenti degli Stati membri, delle indagini e delle azioni penali tra gli stessi, tenendo conto di qualsiasi richiesta formulata da un'autorità competente di uno Stato membro e di qualsiasi informazione fornita da un organo competente in virtù di disposizioni adottate nell'ambito dei trattati;
2. migliorare la cooperazione tra le autorità competenti degli Stati membri, in particolare agevolando la prestazione dell'assistenza giudiziaria internazionale e l'esecuzione delle richieste di estradizione;
3. assistere altrimenti le autorità competenti degli Stati membri per migliorare l'efficacia delle loro indagini e azioni penali.

Su richiesta dell'autorità competente di uno Stato membro, l'Eurojust può inoltre fornire sostegno anche qualora le indagini e le azioni penali interessino unicamente lo Stato membro in questione e un paese terzo, se con tale paese è stato concluso un accordo che instaura una cooperazione o se tale sostegno, in un caso particolare, rivesta un interesse essenziale.
Su richiesta dell'autorità competente di uno Stato membro o della Commissione, l'Eurojust può fornire sostegno anche qualora le indagini e le azioni penali interessino unicamente lo Stato membro in questione e la Comunità.
Ad Eurojust compete inoltre la capacità di svolgere una serie di funzioni che le sono state attribuite nel contesto della cooperazione giudiziaria europea e, in particolare:
1. Eurojust deve fornire un parere in caso di concorso di richieste nei confronti della stessa persona se la questione le viene sottoposta (articolo 16 della proposta di decisione quadro del Consiglio relativa al mandato d'arresto europeo e alle procedure di consegna tra Stati membri;
2. Eurojust deve essere informata dei motivi del ritardo nell'esecuzione di un mandato di arresto in uno Stato membro[1];
3. ai sensi dell'articolo 10 del protocollo della convenzione relativa all'assistenza giudiziaria in materia penale tra gli Stati membri dell'Unione europea, le autorità competenti dello Stato membro richiedente possono comunicare all'Eurojust eventuali problemi riscontrati per quanto attiene all'esecuzione di una richiesta di informazioni sui conti bancari.

L'Eurojust svolgerà inoltre un ruolo importante nella trasmissione delle richieste di assistenza giudiziaria da paesi terzi nel contesto di un accordo in base agli articoli 24 e 38 del TUE sulla cooperazione internazionale in materia penale.
L'Eurojust contribuirà anche a costituire squadre investigative comuni e parteciperà a tali squadre, in virtù dell'articolo 13, paragrafo 6 della convenzione, del 29 maggio 2000, relativa all'assistenza giudiziaria in materia penale delle conclusioni del Consiglio GAI del 20 settembre 2001 e della proposta di adozione della decisione quadro relativa alle squadre investigative comuni (non ancora ratificata dall'Italia).
L'ambito di competenza generale dell'Eurojust comprende:
1. le forme di criminalità e i reati per i quali l'Europol è competente ad agire, in qualsiasi momento, a norma dell'articolo 2 della convenzione Europol del 26 luglio 1995 e, in particolare:
  - la prevenzione e la lotta contro il terrorismo;
  - il traffico illecito di stupefacenti;
  - la tratta di esseri umani;
  - le reti d'immigrazione clandestina;
  - il traffico illecito di materie radioattive e nucleari;
  - il traffico illecito di autoveicoli;
  - la lotta contro la falsificazione dell'euro;
  - il riciclaggio dei proventi di attività criminali internazionali.
2. le seguenti forme di criminalità:
  - la criminalità informatica;
  - la frode, la corruzione e qualsiasi altro reato che colpisca gli interessi finanziari della Comunità Europea;
  - il riciclaggio dei proventi di reato;
  - la criminalità ambientale;
  - la partecipazione ad un'organizzazione criminale ai sensi dell'azione comune 98/733/JAI del Consiglio, del 21 dicembre 1998, relativa alla punibilità della partecipazione a un'organizzazione criminale negli Stati membri dell'Unione europea;
3. altri reati perpetrati in relazione alle forme di criminalità e ai reati di cui ai paragrafi a) e b) dell'art.4 della Decisione.

Per altri tipi di reati diversi da quelli di cui al paragrafo 1) dell'art.4, l'Eurojust può, a titolo complementare, conformemente ai suoi obiettivi, prestare assistenza nelle indagini e azioni penali su richiesta di un'autorità competente di uno Stato membro.
Per realizzare i suoi obiettivi, l'Eurojust svolge le sue funzioni:
1. per il tramite di uno o più membri nazionali interessati;
2. attraverso il Collegio, nelle ipotesi:
  - per le quali uno o più membri nazionali interessati a un caso trattato dall'Eurojust ne fanno richiesta;
  - relative ad indagini ed azioni penali che abbiano un'incidenza sul piano dell'Unione o che possano interessare Stati membri diversi da quelli direttamente implicati;
  - nelle quali si pone una questione generale riguardante la realizzazione dei suoi obiettivi;
  - previste da altre disposizioni della decisione istitutiva di Eurojust.

Ciascuno Stato membro ha nominato un rappresentante presso l'Unità. Gli Stati membri hanno la facoltà di inviare più persone per assistere il rappresentante designato e uno di questi può sostituirlo nell'esercizio delle sue funzioni.
I membri nazionali di Eurojust, i quali durano in carica per un periodo massimo di 6 anni, lavorano in condizioni di parità, sia come rappresentanti del proprio Stato sia nell'ambito di un Collegio che svolge anche le funzioni di "management board".
L'Unità non dispone di un servizio di interpretazione proprio e si avvale delle risorse linguistiche dei suoi membri.

## Riferimenti normativi
- Regolamento (UE) 2018/1727 del Parlamento europeo e del Consiglio, del 14 novembre 2018, che istituisce l’Agenzia dell’Unione europea per la cooperazione giudiziaria penale (Eurojust) e che sostituisce e abroga la decisione 2002/187/GAI del Consiglio.
- Regolamento (UE) 2022/838 del Parlamento europeo e del Consiglio del 30 maggio 2022 che modifica il regolamento (UE) 2018/1727 per quanto riguarda la preservazione, l'analisi e la conservazione presso Eurojust delle prove relative a genocidio, crimini contro l'umanità, crimini di guerra e reati connessi